# 페르디난드 슈먼-헤인크

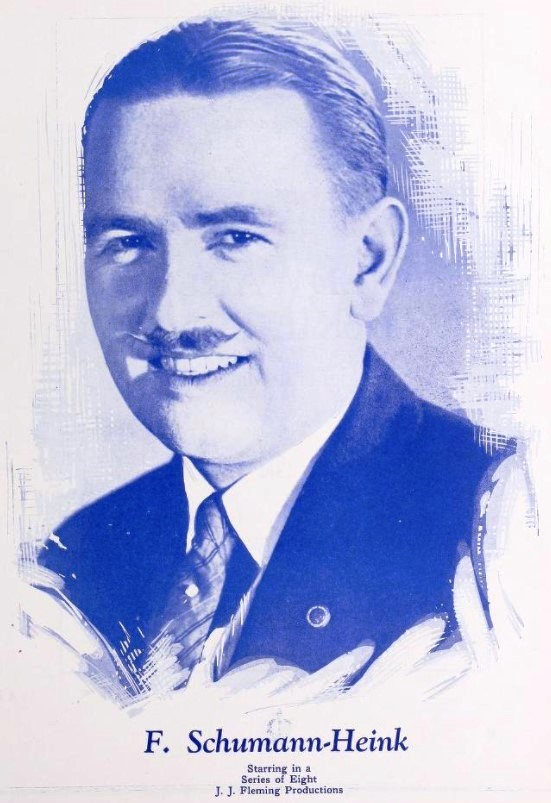

페르디난드 슈먼-헤인크(Ferdinand Schumann-Heink, 1893년 8월 9일 ~ 1958년 9월 15일)는 미국의 배우, 각본가이다.
함부르크에서 태어났으며 로스앤젤레스에서 사망하였다.

## 영화
- 노스 스타 (1943년)
- 나치 스파이의 고백 (1939년)
- 네버 세이 다이 (1939년)
- 서브마린 패트롤 (1938년)
- 더 킹 앤 더 코러스 걸 (1937년) - 샤우퍼 역
- 키드 갈라드 (1937년)
- 오일 포 더 램프 오브 차이나 (1935년)
- 금발의 비너스 (1932년)
- 바다 아래 (1931년)
- 지옥의 천사들 (1930년)
- 네 아들 (1928년)